# Sour (음반)
《Sour》는 미국의 싱어송라이터 올리비아 로드리고의 첫 번째 정규 음반으로, 게펀 레코드를 통해 2021년 5월 21일에 발매되었다. 미국 빌보드 200 1위를 달성했고, 뉴질랜드, 아일랜드, 영국, 캐나다, 호주 등에서도 1위를 기록했다.

## 싱글
"Drivers License"는 2021년 1월 8일에 발매되었고, 빌보드 핫 100 1위를 기록했다.
"Deja Vu"는 2021년 4월 1일에 발매되었고, 빌보드 핫 100 3위를 기록했다.
"Good 4 U"는 2021년 5월 14일에 발매되었고, 빌보드 핫 100 1위를 기록했다.
"Traitor"는 2021년 8월 10일에 발매되었고, 빌보드 핫 100 9위를 기록했다.
"Brutal"는 2021년 9월 3일에 발매되었고, 빌보드 핫 100 12위를 기록했다.

## 음악 및 가사
《SOUR》는 가사 면에서 "'Drivers License'보다 더욱 날이 선 어조로 헤어진 연인을 비난하고 격앙된 감정을 분출하는 이별곡 모음집에 가깝다." 음악 면에서는 테일러 스위프트의 송라이팅 방식, 에이브릴 라빈의 반항심, 로드의 깊은 감성이 연상된다.

## 평가
메타크리틱에서 83점을 받았다.
이즘에서 5점 만점에 3.5점을 받았다. 김성엽 평론가에 따르면, "실제 연애사를 전면에 내세운 올리비아 로드리고의 노랫말은 감정 표현에 망설임이 없는 MZ 세대의 시대정신을 대변하며 어른들의 관심 밖이던 십 대들의 이야기를 화제의 중심으로 끌고 오는데 성공한다." 따라서 그는 "첫 등장으로 빌리 아일리시를 잇는 2000년대생 팝스타로서 강렬한 눈도장을 찍는다."

## 곡 목록
| #            | 제목                             | 작사·작곡                                | 프로듀서           | 재생 시간 |
| ------------ | -------------------------------- | ---------------------------------------- | ------------------ | --------- |
| 1.           | 〈Brutal〉                       | Olivia Rodrigo Dan Nigro                 |                    | 2:23      |
| 2.           | 〈Traitor〉                      | Rodrigo Nigro                            |                    | 3:49      |
| 3.           | 〈Drivers License〉              | Rodrigo Nigro                            |                    | 4:02      |
| 4.           | 〈1 Step Forward, 3 Steps Back〉 | Rodrigo Taylor Swift Jack Antonoff       | Nigro Rodrigo      | 2:43      |
| 5.           | 〈Deja Vu〉                      | Rodrigo Nigro Swift Antonoff Annie Clark |                    | 3:35      |
| 6.           | 〈Good 4 U〉                     | Rodrigo Nigro Hayley Williams Josh Farro | Nigro Alexander 23 | 2:58      |
| 7.           | 〈Enough for You〉               | Rodrigo                                  | Nigro Rodrigo      | 3:22      |
| 8.           | 〈Happier〉                      | Rodrigo                                  |                    | 2:55      |
| 9.           | 〈Jealousy, Jealousy〉           | Rodrigo Nigro Casey Smith                | Nigro Jam City     | 2:53      |
| 10.          | 〈Favorite Crime〉               | Rodrigo Nigro                            |                    | 2:32      |
| 11.          | 〈Hope Ur OK〉                   | Rodrigo Nigro                            |                    | 3:29      |
| 총 재생 시간 | 총 재생 시간                     | 총 재생 시간                             | 총 재생 시간       | 34:41     |

## 차트
| 차트 (2021)          | 최고 순위 |
| -------------------- | --------- |
| 뉴질랜드 음반 (RMNZ) | 1         |
| 미국 빌보드 200      | 1         |
| 아일랜드 음반 (OCC)  | 1         |
| 영국 음반 (OCC)      | 1         |
| 캐나다 음반 (빌보드) | 1         |
| 호주 음반 (ARIA)     | 1         |